# Семиков, Илья Сергеевич
Илья Сергеевич Семиков (22 октября 1993, Усть-Цильма, Республика Коми) — российский лыжник, чемпион России, призёр этапа Кубка мира. Мастер спорта России международного класса (2019).

## Биография
Начал заниматься лыжным спортом с семи лет в родном селе у тренера Ивана Трофимовича Попова, после окончания школы — тренировался в Сыктывкаре у Андрея Владимировича Нутрихина. В сборной России тренировался под руководством Эдуарда Владимировича Михайлова, Олега Орестовича Перевозчикова. На внутренних соревнованиях представляет Республику Коми и спортивное общество «Динамо».
Становился победителем и призёром первенств России среди юниоров и молодёжи, всероссийских соревнований. Золотые награды завоёвывал в 2013 году в гонке на 15 км (до 21 года), в эстафете (до 23 лет), в 2015 году в эстафете (до 23 лет).
Участник всемирной зимней Универсиады 2015 года в Словакии, где лучшим результатом стало восьмое место в гонке на 10 км. В 2016 году участвовал на чемпионате мира среди молодёжи в Румынии.
На взрослом уровне завоевал ряд наград чемпионата России, в том числе золото в 2016 году в гонке на 70 км; серебро в 2015 году в командном спринте и в гонке на 50 км, в 2018 году в гонке на 70 км; бронзу в 2014 году в эстафете, в 2015 году в эстафете, в 2018 году в гонке на 15 км и в эстафете.
В составе сборной России принимал участие в гонках Кубка мира, дебютировал в 2017 году. Неоднократно становился призёром этапов в эстафетах.